# Omroep P&M
Omroep P&M is de publieke lokale omroep voor de Limburgse gemeente Peel en Maas en sinds 1 januari 2021 ook van de gemeente Beesel. 
De omroep werd op 23 mei 1993 gestart als 'Radio Helden' om vervolgens na een jaar haar naam te wijzigen in Omroep P&M, duidend op de locatie waarvoor zij uitzendt: De regio tussen Peel en Maas. Initiators waren destijds de toenmalige Heldense burgemeester Jan van 't Hooft, wethouder Ton Leenders en Mat Vinken. De studio's zijn gevestigd onder de Panningse bibliotheek in een oude atoomschuilkelder. De omroep beschikt over drie studio's en draait op meer dan 100 vrijwilligers. Voorzitter is Maurice Vervoort. Sinds 1 februari 2015 is Bart Nelissen de hoofdredacteur van de omroep. 
Sinds 1 januari 2003 is de omroep actief met een kabelkrant, genaamd P&M Tekst-TV. Ook op internet is de omroep actief. Tevens verzorgt Omroep P&M dagelijkse televisie-uitzendingen.
Omroep P&M werkt samen met meerdere Limburgse lokale omroepen, te weten Omroep Venlo, Omroep 3ML, Omroep Venray en Omroep Horst aan de Maas.

## Ut P&M Hoés
Omroep P&M organiseerde in 2011 voor de eerste keer “Ut P&M Hoés” een eigen variant van de grote 3FM-actie (Serious Request) dat tot en met 2017 ieder jaar in Nederland werd gehouden. Inmiddels is het concept van ‘Ut P&M Hoés’ uitgegroeid tot een jaarlijks evenement in de gemeente Peel en Maas.
Vanaf 2020 is het concept vervangen door ''Maak 't Waor''. Dit is een wensenactie.

## Prijzen
Omroep P&M is in 2018 genomineerd voor de cultuurprijs van de gemeente Peel en Maas. Deze prijs won de lokale omroeporganisatie niet, wel ontving zij de publieksprijs en stimuleringsprijs. Begin 2020 ontving de omroep 'een pluim' van de gemeente Peel en Maas voor de verbindende rol in de 11 kernen van de afgelopen 10 jaar.
Omroep P&M is de afgelopen jaren vijf keer genomineerd voor een Lokale Media Award. Dit zijn de belangrijkste prijzen voor de lokale omroepen in Nederland. Een nominatie werd in 2015, 2016, 2017 en 2019 binnen gesleept. De programma's P&M Nieuws, Het Mooiste Plekje van Peel en Maas, Code 1894, Vastelaovescafé het Politiek Café zijn genomineerd.
In 2021 won Omroep P&M twee Lokale Media Awards. De podcast ''P&M Praot Plat'' ontving de eerste prijs in de categorie audio en Bart Nelissen werd presentatietalent van het jaar. In 2022 won P&M een award met de podcast 'Eerste hulp bij jezelf zijn...'. 

## TV
Omroep P&M kent vele tv programma's die door haar vrijwilligers worden ontwikkeld. Zo maakt zij onder andere Code 1894 (een spelshow), KeverbergLive (een talkshow met actualiteiten binnen de gemeente) en vele andere programma's zoals het P&M Nieuws, Code 1894, Dancing Peel en Maas, Kern Energie, Robs Platenkast, P&M Clips, Lifestyle, Ut P&M Hoés Café en vele andere programma's.